# Монцоне
Монцоне је насеље у Италији у округу Маса-Карара, региону Тоскана.
Према процени из 2011. у насељу је живело 543 становника. Насеље се налази на надморској висини од 224 м.